# Chrissie Hynde
Christine Ellen Hynde, més coneguda com a Chrissie Hynde (Akron, Ohio, 7 de setembre de 1951) és una cantant, compositora i guitarrista estatunidenca. Se la coneix sobretot com a fundadora i líder del grup de rock/new wave, els Pretenders.
Hynde va fundar els Pretenders el 1978 amb Pete Farndon, James Honeyman-Scott i Martin Chambers. També ha fet cançons amb altres músics com Frank Sinatra, Cher i UB40, i va publicar un àlbum en solitari el 2014. Hynde va entrar al Rock and Roll Hall of Fame el 2005 com a membre dels Pretenders.
Va actuar al Live Aid el 1985.

## Primers anys
Hynde va néixer a Akron (Ohio) i era filla d'una secretària a temps parcial i un directiu de les Pàgines Grogues del telèfon. Va estudiar a un institut d'Akron, però ha declarat que "No vaig estar mai gaire interessada en l'institut. Vull dir, no vaig anar mai a cap ball, no vaig sortir mai amb ningú. Va ser força horrible per a mi. Excepte, és clar, que podia anar a veure grups, i això era el millor. Solia anar fins a Cleveland només per veure qualsevol grup. Així que bona part del temps estava enamorada, però principalment de paios de grups que no havia conegut mai en persona. Per a mi, saber que hi havia el Brian Jones, i després que hi havia l'Iggy Pop, em feien difícil que m'interessés en els paios que tenia al voltant. Tenia, ehem, coses més grosses al cap."

## Inici de la seva carrera
Hynde es va interessar en la contracultura hippie, el misticisme oriental, i el vegetarianisme. Va anar a l'escola d'art de la universitat Kent State durant tres anys, i allà va estar en un grup anomenat Sat. Sun. Mat., on també hi era Mark Mothersbaugh, que després va ser dels Devo. Hynde va patir en directe la massacre de Kent State, del 4 de maig de 1970: una de les quatre víctimes sortia amb una amiga seva.
Hynde es va traslladar a Londres el 1973. Amb la seva formació en art, va aconseguir feina en un despatx d'arquitectura, però en va plegar als vuit mesos. Llavors va conèixer el periodista musical Nick Kent i va trobar feina en una revista de música, el NME, escrivint el que ella mateixa va descriure com a "parides filosòfiques mig cuites i diatribes sense sentit". No obstant, això no va durar gaire i després Hynde va treballar a la botiga de roba SEX, de Malcolm McLaren i Vivienne Westwood, que llavors era poc coneguda. Una vegada va provar de convèncer Johnny Rotten i després Sid Vicious (dels Sex Pistols, dels quals McLaren era el mànager) que es casessin amb ella, només per aconseguir el permís de treball. La versió de Hynde d'aquest episodi és que Rotten "es va oferir per anar al registre amb mi i fer l'innombrable" però quan després es va fer enrere, en Vicious es va oferir voluntari per fer-ho ell. Quan van arribar a l'oficina de registre l'endemà al matí, se la van trobar "tancada per vacances" i no van poder tornar-hi l'endemà perquè Vicious havia de declarar al jutjat. Llavors Hynde va provar de muntar un grup a França abans de tornar a Cleveland el 1975.
Va tornar a França el 1976 per provar de formar un grup, però no va funcionar. Va tornar a Londres enmig dels inicis del moviment punk. A finals de 1976, Hynde va contestar un anunci del Melody Maker per membres d'un grup i va anar a un càsting del que acabaria esdevenint el grup 999. Jon Moss (que després va estar a Culture Club) i Tony James de Generation X també hi van anar. Més endavant, Hynde va provar d'engegar un grup amb Mick Jones de The Clash.
Quan el grup no va tenir èxit, Malcolm McLaren la va col·locar de guitarrista a Masters of the Backside, però li van demanar que plegués del grup justament quan es va convertir en The Damned. Després d'un període breu al grup Johnny Moped, Mick Jones la va convidar a afegir-se al seu grup en la seva primera gira per Gran Bretanya. Hynde recorda d'aquell període: "Era fantàstic, però se'm trencava el cor. Em moria de ganes d'estar en un grup. I anar a totes les actuacions, veure-ho tant de prop, viure-ho però no tenir un grup em destrossava. Quan vaig marxar, vaig dir, 'Moltes gràcies per deixar-me venir amb vosaltres', i vaig tornar i vaig anar plorant al metro per tot Londres. Tothom que coneixia de la ciutat, tots estaven en algun grup. I allà era jo, com la perdedora, sap? Ben bé la perdedora".
Hynde va estar un temps amb The Moors Murderers el 1978. El nom era per una parella d'assassins d'infants, i hi havia Steve Strange (que després va ser líder de Visage) a la veu, Vince Ely a la bateria, i Mark Ryan (conegut com The Kid) i Hynde a la guitarra. Només amb el nom, el grup ja era polèmic i aviat se'n va distanciar, com explica NME. Hynde va dir, "No sóc del grup, només assajava amb ells". Va declarar que "Steve Strange i Soo Catwoman van tenir la idea del grup, i em van demanar que els ajudés amb la guitarra, i ho vaig fer, encara que jo estava formant el meu propi grup, i encara ho provo".

## The Pretenders

### Finals dels 70
El 1978, Hynde va fer una cinta de demo i la va donar a Dave Hill, l'amo de la discogràfica Real Records. Hill va decidir fer-li de mànager, i va començar pagant el lloguer endarrerit del local d'assaig que tenia a Covent Garden, Londres. Hill també li va aconsellar que es prengués el seu temps i ajuntés un grup. La primavera de 1978, Hynde va conèixer Pete Farndon (baix, veu), i van seleccionar un grup que consistia en James Honeyman-Scott (guitarra, veu, teclats), i Martin Chambers (bateria, veu, percussió), i li van donar el nom "The Pretenders", inspirat per la versió de Sam Cooke de la cançó de 1955 de R&B dels Platters "The Great Pretender".
Van gravar una maqueta (que incloïa "Precious", "The Wait" i una versió dels Kinks, "Stop Your Sobbing"), la van passar a l'amic de Hynde, Nick Lowe, van treure un single ("Stop Your Sobbing"/"The Wait") i van fer la seva primera actuació en un club de París. El single es va publicar el gener de 1979 i va arribar al lloc 33 al Regne Unit. Un segon single, "Kid", va seguir amb un èxit similar el juliol de 1979. El novembre de 1979 the Pretenders van publicar el seu primer gran èxit, "Brass In Pocket" al Regne Unit, que va arribar al número 1 el 19 de gener de 1980, al mateix temps que el seu primer àlbum, anomenat igual que el grup. Tots dos van tenir un èxit mundial.

### Dècades dels1980i1990

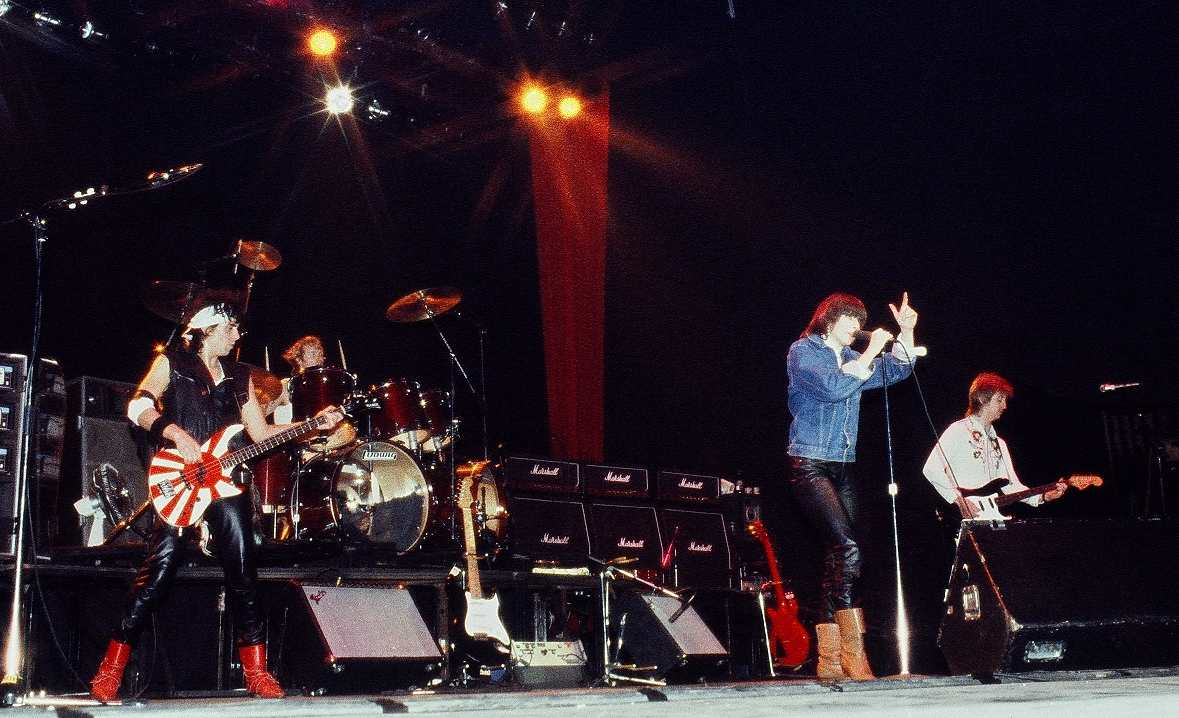
Els Pretenders tocant en un local de Londres el 1981

El grup va publicar un EP, titulat Extended Play, i després Pretenders II més avançat l'estiu. "Talk of the Town" i "Message of Love" eren als dos discos. La formació dels Pretenders canviaria unes quantes vegades al llarg de la següent dècada. Honeyman-Scott va morir de sobredosi el juny de 1982, pocs dies després d'haver fet fora Farndon del grup. El Farndon mateix també va morir de sobredosi l'any següent. Després de formar un grup d'emergència per al seu següent single, "Back on the Chain Gang", el grup es va quedar amb Robbie McIntosh a la guitarra i Malcolm Foster (baix) durant la gravació del següent àlbum, l'èxit mundial Learning to Crawl, que surt a la llum el 13 de gener de 1984, tres anys després de l’anterior àlbum.
Malgrat el trencament traumàtic que representa la desaparició de Farndon i especialment de Honeyman-Scott en plena fase imperial del grup, l'àlbum Learning to Crawl assenyala paradoxalment l’assoliment de la plenitud creativa de Hynde. Es un àlbum amb composicions brillants, que no han envellit amb el pas dels anys. 7 de les 10 peces es converteixen en elements recurrents i bàsics en totes les actuacions en directe posteriors.
Learning to Crawl representa també un punt d’inflexió estilístic respecte l’anterior etapa de The Pretenders. Tot és menys britànic, les reminiscències punk queden enrere, i Hynde inicia un camí de retorn a les seves arrels americanes. Posteriorment, a partir del 2008, inclourà en el grup el guitarrista de pedal steel Eric Heywood que reforçarà encara més aquest estil.
A partir Learning to Crawl  Hynde controla encara més el grup amb mà ferma. Els músics aniran canviant, però serà Hynde qui marcarà les pautes interpretatives i els rols de cadascú. Les posades en escena en els directes passen a tenir una solidesa i un rigor interpretatiu formidables.
Chambers va plegar del grup a mitjans de la dècada de 1980 abans de publicar-se l'àlbum Get Close el 1986. Enmig d'una formació inestable, Hynde va aguantar com a única Pretender original fins que Chambers va tornar a mitjans dels anys 90. Hynde va ser l'únic membre estable del grup durant aquest període.
El balanç després dels primers anys de vida del grup i 4 LP publicats és molt eloqüent respecte del control d'Hynde sobre la marca Pretenders; dels 45 temes inclosos en aquests àlbums, 38 són composicions de Hynde (3 d'ells en col·laboració amb altres membres del grup), 1 tema és de Fandon i Honeyman-Scott (l'instrumental “Space Invader” ) i únicament hi ha 6 versions d'altres artistes, entre les quals cal destacar la de “Room Full of Mirrors” de Jimi Hendrix, un tema inclòs a l'àlbum Get Close del qual hi ha un sorprenent i brillant directe filmat a Dortmund (24/6/1984).

### A partir del 2000
Hynde va continuar amb els Pretenders en el nou segle, tant en noves gravacions com fent múltiples gires mundials. Van sortir nous discos dels Pretenders el 2002 (Loose Screw), 2008 (Break Up The Concrete) i 2016.
Hynde va entrar al Rock and Roll Hall of Fame el 2005 com a membre dels Pretenders. La cerimònia es va fer a l'hotel Waldorf-Astoria de Nova York.
El 2016, el grup va col·laborar amb Dan Auerbach dels Black Keys al disc Alone. Aquest àlbum es va publicar com a disc dels Pretenders, encara que Hynde era l'únic membre original que hi tocava. El nou grup també va tocar un concert per a la BBC a l'estudi de Maida Vale.
El 2016, Hynde i the Pretenders van fer de teloners per a la Stevie Nicks.

## Altres projectes musicals
Hynde, juntament amb Sonja Kristina, de Curved Air, van fer els cors a l'àlbum de 1978 de Mick Farren Vampires Stole My Lunch Money i també a Hurt de Chris Spedding. També va fer els cors en una cançó, Nite Klub, de l'àlbum de debut dels Specials. Hynde va cantar un duet amb INXS al seu àlbum Full Moon, Dirty Hearts el 1993. Surt a la cançó que dona títol a l'àlbum. Hynde va fer la veu a la cançó "State of Independence Part II" en un disc de Moodswings anomenat Moodfood, que es va utilitzar als crèdits finals de la banda sonora de Dona blanca soltera busca. Va fer els cors al single de Morrissey "My Love Life" el 1991 i també a la cara-B "Shame Is The Name" de 2009.
Hynde va gravar un duet amb Frank Sinatra al seu disc de 1994 Duets II. La cançó fou "Luck Be a Lady". El 1995, Hynde va actuar en el paper de Stephanie Schiffer (i va interpretar "Angel of the Morning" amb guitarra acústica) a la comèdia televisiva Friends a l'episodi "The One with the Baby on the Bus". El mateix 1995, Hynde va cantar una versió de "Love Can Build a Bridge" amb Cher i Neneh Cherry. Eric Clapton també va participar-hi, fent el solo de guitarra del pont instrumental de la cançó. El 1997, la discogràfica EMI va fer un requeriment legal a Rush Limbaugh, que havia utilitzat durant anys una versió instrumental de la cançó de Hynde "My City Was Gone" com a sintonia del seu programa. Quan en van parlar amb Hynde durant una entrevista a la ràdio, va dir que als seus pares els agradava molt el programa de Rush i que no li feia res que la fes servir. Van a cordar un pagament per ús, que ella dona a la PETA.
La col·laboració més popular de Hynde fora dels Pretenders, almenys en les llistes d'èxits, fou la seva col·laboració de 1985 amb UB40 en una versió de l'I Got You Babe de Sonny and Cher. La cançó va arribar al número 1 de singles del Regne Unit i al 28 del Billboard Hot 100 als Estats Units

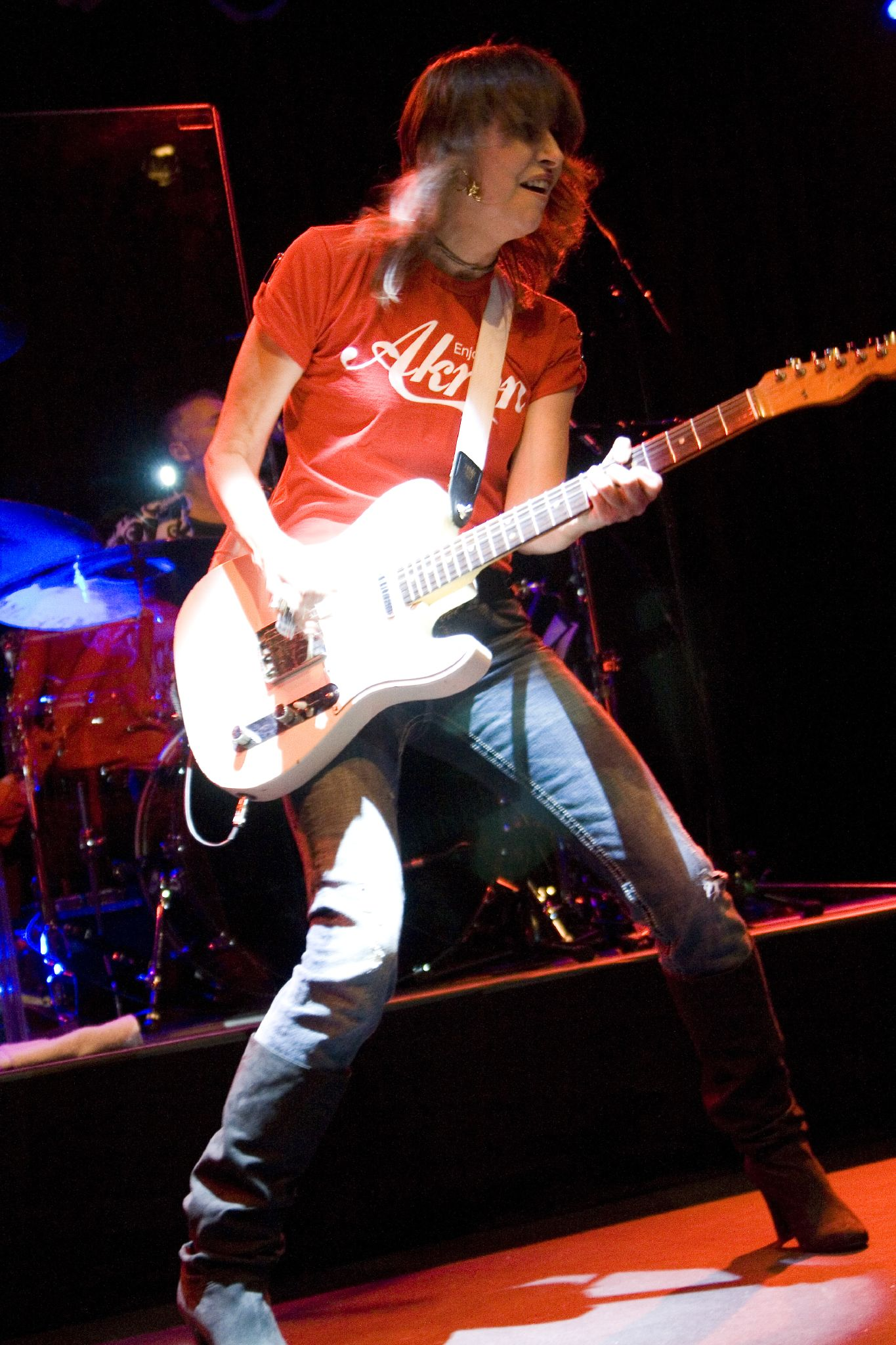
Hynde en una actuació el 2008

El 10 d'abril de 1999 Hynde va liderar el concert "Here, There and Everywhere - A Concert for Linda" en memòria de la seva difunta amiga íntima Linda McCartney al Royal Albert Hall de Londres, organitzat per Hynde i Carla Lane. Els beneficis es van destinar a organitzacions en defensa dels animals. Hi van actuar els Pretenders, Elvis Costello, George Michael, Des'Ree, Heather Small, Neil Finn, Tom Jones, Lynden David Hall, Marianne Faithfull, Sinead O'Connor, Eddie Izzard, Ladysmith Black Mambazo i Sir Paul McCartney. Els Pretenders van fer de grup musical per a tots els artistes.
El 1999, Hynde va tocar la guitarra i va fer veus amb Sheryl Crow a la cançó "If It Makes You Happy" en un concert a Central Park. Hynde surt de forma prominent a la cançó de Terence Trent D'Arby "Penelope Please". El 1998, Hynde va fer un duet amb la seva amiga Emmylou Harris, "She", acompanyada pels Pretenders a l'àlbum d'homenatge a Gram Parsons, Return of the Grievous Angel: A Tribute to Gram Parsons. La versió barreja el country rock de l'Emmylou amb la new wave empeltada de reggae de la Chrissie. Hynde també va gravar una cançó anomenada "Cry (If You Don't Mind)" amb el grup català Jarabe de Palo per al seu àlbum Un metro cuadrado – 1m². Va donar la veu a Siri, la pantera nebulosa a la pel·lícula Rugrats, vacances salvatges (2003) on va cantar un duet amb Bruce Willis.
El 2004, Hynde es va traslladar a São Paulo, Brasil, durant un parell de mesos per tocar amb el músic brasiler Moreno Veloso en una gira informal que va durar fins al desembre de 2004. Va comprar-se un pis a l'edifici Copan a São Paulo. També va cantar a la cançó Straight Ahead de Tube & Berger el 2004 que va arribar al número 1 a les llistes de ball del Billboard. El 2005, Hynde va fer un duet amb Ringo Starr en una cançó titulada "Don't Hang Up" de l'àlbum de Starr Choose Love. El mateix 2005, va col·laborar amb Incubus en una cançó anomenada "Neither Of Us Can See". La cançó és a la banda sonora de Stealth: L'amenaça invisible.
El 17 d'octubre de 2008, va fer de telonera a Akron per als Devo (que també són d'allà) en un concert al Teatre Cívic d'Akron en benifici pel candidat a la presidència dels Estats Units Barack Obama. The Black Keys, un altre grup d'Akron, i una primerenca Rachel Roberts, van actuar abans que ella.
Hynde surt com a veu convidada al single que va treure Ray Davies pel Nadal de 2009, Postcard From London i a Years of Refusal de Morrissey del mateix any.
Hynde i el cantant gal·lès J.P. Jones van formar un grup anomenat "J.P., Chrissie and the Fairground Boys", publicant un disc, Fidelity, el 24 d'agost de 2010. Alguns concerts de la gira es van gravar i vendre en memòries USB.
El 5 de febrer de 2011, Hynde i the Pretenders van tocar en directe a CMT Crossroads amb Faith Hill i el seu grup, tocant cançons de tots dos.
Es va ajuntar amb John Cale i Nick Cave, per tocar a BBC Four per al programa Songwriter's Circle el 9 de juliol de 1999. El concert es va fer al Subterania Club de Londres i es va publicar en DVD. També va col·laborar amb Cave el 2010 per reinterpretar la famosa cançó de Screamin' Jay Hawkins "I Put a Spell on You" a benefici dels desastres de Haití. A la cançó i al vídeo musical hi sortien Mick Jones, Glen Matlock, Shane MacGowan, i Bobby Gillespie entre d'altres.
Hynde va publicar un disc nou, "Stockholm", el 10 de juny de 2014. A l'àlbum hi van contribuir Neil Young i John McEnroe. L'octubre d'aquell any, també va sortir a la versió que va patrocinar BBC Music de "God Only Knows".
Hynde va publicar un disc de jazz/pop de versions amb the Valve Bone Woe ensemble el 6 de setembre de 2019, produït per Marius de Vries. L'àlbum va debutar al No. 32 de la llista oficial d'àlbums del Regne Unit i al No. 1 a la de Jazz i Blues.

## Aspectes artístics
Hynde té un registre de contralt. Abans de 1978, poc abans de la formació dels Pretenders, Hynde amb prou feines sabia com sonava. Atribuint els seus personals compassos a una incapacitat per comptar i la seva característica amúsia a una incapacitat per sentir, Hynde defuig l'educació formal; argumenta que "les veus amb personalitat del rock es formen a base d'anys de moltes coses: frustració, por, soledat, ira, inseguretat, arrogància, narcissisme o simple perseverança – qualsevol cosa que no sigui un professor."
Menció especial mereixen les actuacions en directe dels Pretenders, liderades de manera absoluta i ostensible per Hynde i que es caracteritzen per la contundència i per la fidelitat a les composicions originals, especialment a la part vocal. Hynde tracta els temes com a creacions tancades, que no admeten canvis ni en la seva estructura ni en la seva posada en escena i que han de ser interpretats amb absoluta fidelitat a l'original, fins i tot els pertanyents a la primera època del grup com a “Tattooed Love Boys”, interpretat de nou al festival Glastonbury del 2023.
Aquesta és una característica que Hynde ha mantingut amb el pas dels anys.

### Influència
Amb la seva manera de fer lírica i musical sense concessions i el seu estil Zen-Beatnik-Punk-Motera, Hynde, ensems amb les seves contemporànies Patti Smith, Debbie Harry, Joan Jett, The Runaways, Siouxsie Sioux, Kate Bush, Grace Jones, Exene Cervenka, Lydia Lunch, The Slits, The Raincoats, Wendy O. Williams, Lene Lovich, i Nina Hagen van influir en el paisatge musical, en la moda femenina i l'actitud feminista inspirant les següents generacions. En una entrevista de 1994, Madonna recordava de Hynde:

"La vaig veure tocar a Central Park [l'agost de 1980, tocant amb els Pretenders]. Era impressionant: l'única dona que havia vist actuar que em va fer pensar, sí, té pebrots, és increïble! ... Em va donar coratge, inspiració, veure una dona amb aquella confiança ficada en un món d'homes".

## Vida privada

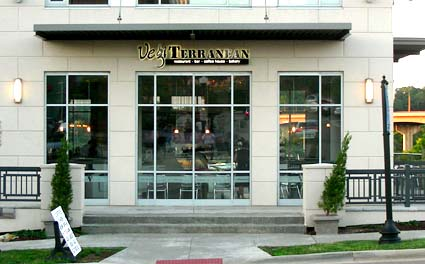
El bar-restaurant i forn de pa VegiTerranean a 21 Furnace St., Akron (Ohio)

Hynde va tenir una filla, Natalie, el 1983 amb Ray Davies dels Kinks. Es va casar amb Jim Kerr, cantant del grup Simple Minds el 1984. Amb ell va tenir una altra filla, Yasmin, el 1985. Vivien a South Queensferry, Escòcia i es van divorciar el 1990, El 1997 es va casar amb l'artista Lucho Brieva. Es van divorciar el 2002.
Segueix el vixnuisme, una branca de l'hinduisme, i viatja a l'Índia un cop l'any per avançar en el seu estudi.
Hynde viu a Londres, i també té un apartament a la seva ciutat natal d'Akron.
El diari The Guardian la va posar a la llista de les 50 dones de més de cinquanta anys més ben vestides el març de 2013.
Hynde ha descrit fer-se vegetariana com "la millor cosa que m'ha passat mai". Diu que va arribar a veure els qui mengen carn amb "disgust, gairebé menyspreu", però ha après a "viure i associar-s'hi però mai respectar-los". Hynde també és activista per als drets dels animals i dona suport a PETA i el grup d'animalistes Viva!. També va sortir en un anunci de l'organització contra el comerç de pells Respect for Animals anomenat 'Fur and Against' el 2002, juntament amb Jude Law, Paul McCartney i d'altres.

### Autobiografia
Hynde va publicar una autobiografia, Reckless: My Life as a Pretender (Temerària: la meva vida com a Pretender), el 8 de setembre de 2015.
L'octubre de 2018, Hynde va publicar un llibre d'art en edició limitada, titulat Adding The Blue. El nom ve de la penúltima cançó del seu disc en solitari de 2014, Stockholm.

### Negoci de restaurant
Hynde va obrir el VegiTerranean, un restaurant vegà a Akron, Ohio el novembre de 2007. El restaurant feia cuina de fusió amb menjar italià-mediterrani i el cuiner era James Scot Jones. Abans de la inauguració, el 15 de setembre de 2007, Hynde va tocar-hi tres cançons amb Adam Seymour, un antic guitarra solista dels Pretenders. El restaurant es va votar com un dels cinc millors restaurants vegans dels Estats Units. Va tancar el 2 d'octubre de 2011, degut a la situació econòmica, segons Hynde.